# Психоз
Психо́з, или психоти́ческое расстро́йство (др.-греч. ψύχωσις — душевное расстройство; от ψυχή — душа, рассудок, и -ωσις — нарушенное состояние) — явно выраженное нарушение психической деятельности, при котором психические реакции совершенно не соответствуют происходящему (по И. П. Павлову), что отражается в расстройстве восприятия действительности и дезорганизации поведения.
В психопатологии психоз — это состояние, при котором человек не способен в своём жизненном опыте различать то, что с ним действительно происходило, и то, чего не было. Примерами психотических симптомов являются бред, галлюцинации, а также дезорганизованные или бессвязные мысли и речь.

## Классификация
Психозы классифицируют по их происхождению (этиологии) и патогенетическим механизмам развития на эндогенные (в том числе к эндогенным психозам относятся шизофрения, шизоаффективное расстройство, некоторые психотические формы аффективных расстройств), органические, соматогенные, психогенные (реактивные, ситуационные), интоксикационные, абстинентные и постабстинентные.
Кроме того, психозы классифицируют по ведущей клинической картине, по преобладающей симптоматике (синдромальная классификация) на параноидальные, ипохондрические, депрессивные, маниакальные и др., включая комбинации (депрессивно-параноидный, депрессивно-ипохондрический и т. д.).

## Этиология и факторы риска

### Генетическая обусловленность некоторых психозов
Развитие медицины привело к осознанию того, что множество редких генетических синдромов и заболеваний могут быть ошибочно приняты за исключительно психическое расстройство. Предпринимаются попытки систематизировать накапливаемую информацию с целью более точной дифференциальной диагностики. Так, в одной статье 2008 года представлено 62 генетических заболевания, при которых может развиться психоз в детском или раннем взрослом возрасте: из них 18 можно диагностировать «с ходу» по яркому фенотипу пациентов, 17 ассоциированы с умственной отсталостью, для 45 характерны выраженные неврологические признаки. Тем не менее отмечается, что 34 заболевания из этого списка могут дебютировать без ярких характерных признаков, что создаёт риск ложной диагностики.

#### Аллели, ассоциированные с психозами
- ZNF804A[4]

### Психосоциальные факторы возникновения психозов
По данным ряда исследований, риск возникновения психоза в значительной мере обусловливают такие факторы, как бедность (представителям самых бедных слоёв диагноз «шизофрения» ставится в несколько раз чаще, чем представителям богатых классов), урбанизация, социальная изоляция, этническая дискриминация.
Установлено, что риск возникновения психозов во взрослом возрасте существенно повышен у лиц, переживших в детстве психологическую травму, в том числе сексуальное или физическое насилие, эмоциональное насилие, неадекватное физическое и эмоциональное обращение, утрату родителей, заброшенность. Кроме того, степень выраженности психического расстройства, длительность и частота госпитализаций, вероятность членовредительства также зависят от наличия или отсутствия сексуального либо физического насилия в детском возрасте; в частности, от этого зависят количество наблюдаемых симптомов, степень их выраженности, наличие или отсутствие галлюцинаций и степень их выраженности, наличие или отсутствие комментирующих голосов; голосов, приказывающих причинить вред себе или другим; тактильных галлюцинаций. Обнаружена специфическая взаимосвязь между сексуальным насилием и галлюцинациями; между нарушением ранних привязанностей, склонностью подвергаться повторному насилию и паранойей; между коммуникативными отклонениями у родителей и нарушениями мышления.
В частности, метаанализ 2012 года, который включил 36 исследований, охвативших в сумме 81 253 участника, показал связь между детской психологической травмой и психозами во взрослом и подростковом возрасте. Это касалось почти всех разновидностей психологических травм, рассмотренных в метаанализе: сексуального насилия, физического насилия, эмоционального насилия, детской заброшенности, буллинга, но не касалось такой разновидности психологических травм, как смерть одного из родителей. Согласно выводам, сделанным в метаанализе, пациенты с психозом в среднем в 2,72 раза чаще испытывали психологическую травму в детском возрасте, чем пациенты контрольных групп.
Анализ двух крупномасштабных национальных репрезентативных опросов, один из которых (The National Comorbidity Survey, NCS) проводился в США и охватил 5782 участника, другой (British Psychiatric Morbidity Survey, BPMS) проводился в Великобритании и охватил 8580 участников, показал существенную роль множественной психологической травмы в возникновении психозов. Согласно данным NCS, наиболее значительно связаны с психозом были сексуальное приставание и физическое насилие в детстве. Согласно данным BPMS, в самой сильной связи с психозом находилось сексуальное насилие, статистически значимы были также серьёзное заболевание, физическая травма, нападение и домашнее насилие.
Отмечался также повышенный риск симптомов психоза у 12-летних детей, ранее подвергавшихся травле сверстниками или жестокому обращению со стороны взрослых.
Ещё одним фактором, определяющим риск возникновения психоза у лиц, в детстве подвергшихся насилию, является повторная травматизация во взрослом возрасте. По данным исследований, многие или даже большинство из психиатрических пациентов во взрослой жизни подвергались серьёзным физическим нападениям, нападкам сексуального характера, изнасилованиям. По-видимому, опыт, сходный с перенесённым в детстве травматическим переживанием, может явиться толчком для развития психотического расстройства.

### Психозы при соматических и неврологических заболеваниях
Список патологических состояний и заболеваний, при которых может хотя бы иногда наблюдаться психоз, обширен:
- опухоли мозга[p 1],
- травмы мозга[p 2],
- эпилепсия[p 3],
- деменция с тельцами Леви[p 4] ,
- рассеянный склероз[p 5] ,
- саркоидоз[p 6],
- болезнь Лайма[p 7][p 8][p 9],
- сифилис[p 10][p 11] ,
- туберкулёз[p 2],
- туляремия[p 12] ,
- COVID-19 (повышенный риск психотических расстройств у лиц, у которых выявлен COVID-19, сохраняется в течение двух лет)[p 13] ,
- менингит, менинго-энцефалит и энцефаломиелит[p 14] ,
- сепсис[p 12] ,
- гельминтозы (например, цистицеркоз)[p 2],
- болезнь Альцгеймера[p 15],
- болезнь Паркинсона[p 16],
- болезнь Хантингтона[p 17],
- атаксия Фридрейха[p 2],
- инсульт[p 17],
- церебральная форма гипертонической болезни[p 14] ,
- атеросклероз[p 14] ,
- сложные парциальные припадки[p 17],
- болезнь Вильсона — Коновалова[p 18],
- ревматизм головного мозга[p 14] ,
- системная красная волчанка[p 19],
- целиакия[p 20],
- бронхиальная астма[p 14] ,
- СПИД[p 21],
- лепра[p 22][p 23],
- малярия[p 24],
- поздняя форма адреномиелонейропатии[p 25],
- поздняя форма лейкоэнцефалопатии с исчезающим белым веществом (англ. VWM)[p 26],
- поздняя форма метахроматической лейкодистрофии[p 27][p 28][p 29],
- склеродермия, при распространении процесса в мозг (описан лишь один случай)[p 30],
- гипоксическая энцефалопатия[p 17],
- начальная стадия печёночной энцефалопатии[p 17],
- терминальная почечная недостаточность[p 3],
- панкреатит[p 3],
- карцинома[p 3],
- сахарный диабет (состояние в период перед наступлением диабетической комы)[p 14] ,
- снижение уровня сахара в крови[p 2],
- гипер- и гипотиреоидизм[p 17],
- энцефалопатия Хашимото[p 31][p 32][p 33],
- синдром Кушинга[p 17],
- болезнь Аддисона[p 34],
- грипп[p 14][p 35][p 36],
- эпидемический паротит («свинка»)[p 37],
- корь[p 2],
- гипергомоцистеинемия вследствие мутаций гена MTHFR (единичные случаи)[p 38][p 39][p 40][p 41],
- нейроакантоцитоз (единичные случаи)[p 42][p 43], в том числе синдром Маклеода[p 44][p 45],
- нейротоксичные отложения железа при ацерулоплазминемии (один случай)[p 46],
- нейротоксичные отложения железа при синдроме Халлервордена – Шпатца (один случай)[p 47],
- нейротоксичные отложения железа при нейроферритинопатии (единичные случаи)[p 48][p 49],
- болезнь Ниманна — Пика типа C1 (единичные случаи, может маскироваться под шизофрению)[p 50][p 51][p 52],
- идиопатическая кальцификация базальных ганглиев 1 (синдром Фара; OMIM 213600[p 53]; может ошибочно приниматься за шизофрению)[p 54][p 55][p 56],
- анти-NMDA-рецепторный энцефалит (открыт в 2007 году)[p 57][p 58];
- митохондриальные заболевания:
  - синдром Вольфрама (англ. DIDMOAD; редко, обычно при позднем начале)[p 59];
- нарушения электролитического баланса и метаболизма:
  - гипокальциемия[p 60],
  - гиперкальциемия[p 61],
  - гипонатриемия[p 62],
  - гипернатриемия[p 63],
  - гипокалиемия[p 64],
  - гипомагнезиемия[p 65],
  - гипермагнезиемия[p 66]
  - гипофосфатемия[p 67],
  - гипогликемия[p 68],
  - гипераммониемия[p 69](нарушения цикла мочевины);
- недостаток витаминов:
  - дефицит никотиновой кислоты (пеллагра)[p 17],
  - дефицит тиамина (синдром Вернике-Корсакова)[p 17],
  - недостаточность цианокобаламина (один случай)[p 70];
- отравления тяжёлыми металлами[p 2], бромом[p 71].

Источники раздела
1. ↑  Lisanby, S. H.; C. Kohler, C. L. Swanson, and R. E. Gur. Psychosis Secondary to Brain Tumor // Seminars in clinical neuropsychiatry. — 1998. — Январь (т. 3, № 1). — С. 12—22. — PMID 10085187.
2. 1 2 3 4 5 6 7  Хэзлем М.Т. Психиатрия: Вводный курс / Пер. с англ. — Москва — Львов: ООО «Фирма «Издательство АСТ» — «Инициатива», 1998. — 624 с. — (Классики зарубежной психологии). — ISBN 5-237-00077-0, 966-7172-00-7.
3. 1 2 3 4  Тёлле Р. Психиатрия с элементами психотерапии / Пер. с нем. Г. А. Обухова. — Минск: Вышэйшая школа, 1999. — 496 с. — 4000 экз. — ISBN 985-06-0146-9.
4. ↑  McKeith, Ian G. Dementia with Lewy bodies (англ.) // British Journal of Psychiatry. — Royal College of Psychiatrists[англ.], 2002. — February (vol. 180). — P. 144—147. — doi:10.1192/bjp.180.2.144. — PMID 11823325.
5. ↑   (исп.) Rodriguez Gomez, Diego; Elvira Gonzalez Vazquez and Óscar Perez Carral. Psicosis aguda como inicio de esclerosis multiple / Acute psychosis as the presenting symptom of multiple sclerosis / Psicose aguda como inicio de esclerose multipla // Revista de Neurología. — 2005. — 16 августа (т. 41, № 4). — С. 255—256. — PMID 16075405. Архивировано 4 марта 2016 года.
6. ↑  Bona, Joseph R.; Sondralyn M. Fackler, Morris J. Fendley and Charles B. Nemeroff. Neurosarcoidosis as a Cause of Refractory Psychosis: A Complicated Case Report (англ.) // The American Journal of Psychiatry : journal. — 1998. — August (vol. 155, no. 8). — P. 1106—1108. — PMID 9699702. Архивировано из оригинала 28 февраля 2007 года.
7. ↑  Fallon B.A., Nields J.A. Lyme disease: a neuropsychiatric illness (англ.) // The American Journal of Psychiatry. — 1994. — November (vol. 151, no. 11). — P. 1571—1583. — PMID 7943444. Архивировано 25 декабря 2011 года.
8. ↑  Hess A., Buchmann J., Zettl U.K., et al. Borrelia burgdorferi central nervous system infection presenting as an organic schizophrenialike disorder (англ.) // Biological Psychiatry[англ.] : journal. — 1999. — March (vol. 45, no. 6). — P. 795. — doi:10.1016/S0006-3223(98)00277-7. — PMID 10188012. Архивировано 9 июня 2018 года.
9. ↑  van den Bergen H.A., Smith J.P., van der Zwan A. [Lyme psychosis] (Dutch; Flemish) // Nederlands Tijdschrift voor Geneeskunde[англ.]. — 1993. — Октябрь (т. 137, № 41). — С. 2098—2100. — PMID 8413733.
10. ↑  Kararizou E., Mitsonis C., Dimopoulos N., Gkiatas K., Markou I., Kalfakis N. Psychosis or simply a new manifestation of neurosyphilis? (недоступная ссылка — история) (англ.) // J. Int. Med. Res. : journal. — Vol. 34, no. 3. — P. 335—337. — PMID 16866029.
11. ↑  Brooke D., Jamie P., Slack R., Sulaiman M., Tyrer P. Neurosyphilis—a treatable psychosis (англ.) // British Journal of Psychiatry. — Royal College of Psychiatrists[англ.], 1987. — October (vol. 151). — P. 556. — doi:10.1192/bjp.151.4.556. — PMID 3447677.
12. 1 2  И. Ф. Случевский. Психиатрия. — Медгиз, 1957.
13. ↑  Taquet M., Sillett R., Zhu L., Mendel J., Camplisson I., Dercon Q., Harrison P. J. Neurological and psychiatric risk trajectories after SARS-CoV-2 infection: an analysis of 2-year retrospective cohort studies including 1 284 437 patients. (англ.) // The Lancet. Psychiatry. — 2022. — October (vol. 9, no. 10). — P. 815—827. — doi:10.1016/S2215-0366(22)00260-7. — PMID 35987197. [исправить]
14. 1 2 3 4 5 6 7  Скобникова В. К. Ошибки диагностики психических заболеваний. — Москва: Медицина, 1970. — 10 000 экз.
15. ↑  Lesser J.M., Hughes S. Psychosis-related disturbances. Psychosis, agitation, and disinhibition in Alzheimer's disease: definitions and treatment options (англ.) // Geriatrics : journal. — 2006. — December (vol. 61, no. 12). — P. 14—20. — PMID 17184138.
16. ↑  Wedekind S. [Depressive syndrome, psychoses, dementia: frequent manifestations in Parkinson disease] (нем.) // MMW Fortschr Med. — 2005. — Juni (Bd. 147, Nr. 22). — S. 11. — PMID 15977623.
17. 1 2 3 4 5 6 7 8 9  Арана Дж., Розенбаум Дж. Фармакотерапия психических расстройств. Пер. с англ. — М.: Издательство БИНОМ, 2004. — 416 с. — ISBN 5-9518-0098-6. Архивировано 15 августа 2012 года.
18. ↑  Akil M., Schwartz J.A., Dutchak D., Yuzbasiyan-Gurkan V., Brewer G.J. The psychiatric presentations of Wilson's disease // J Neuropsychiatry Clin Neurosci[англ.]. — 1991. — Т. 3, № 4. — С. 377—382. — PMID 1821256.
19. ↑  Robert, M.; R. Sunitha, and N. K. Thulaseedharan. Neuropsychiatric manifestations systemic lupus erythematosus: A study from South India (англ.) // Neurology India[англ.] : journal. — 2006. — March (vol. 54, no. 1). — P. 75—7. — PMID 16679649. Архивировано 24 декабря 2008 года.
20. ↑  Cascella N. G., Kryszak D., Bhatti B., Gregory P., Kelly D. L., Mc Evoy J. P., Fasano A., Eaton W. W. Prevalence of celiac disease and gluten sensitivity in the United States clinical antipsychotic trials of intervention effectiveness study population. (англ.) // Schizophrenia Bulletin. — 2011. — January (vol. 37, no. 1). — P. 94—100. — doi:10.1093/schbul/sbp055. — PMID 19494248. [исправить]
21. ↑  Архивированная копия (англ.). Дата обращения: 9 февраля 2009. Архивировано из оригинала 19 октября 2006 года.Архивированная копия. Дата обращения: 9 февраля 2009. Архивировано из оригинала 19 октября 2006 года.
22. ↑  Lowinger, Paul. Leprosy And Psychosis (англ.) // The American Journal of Psychiatry. — 1959. — July (vol. 116, no. 1). — P. 32—37. — doi:10.1176/appi.ajp.116.1.32. — PMID 13661445. Архивировано 22 декабря 2008 года.
23. ↑  Ponomareff, G. L. Phenomenology Of Delusions In A Case Of Leprosy (англ.) // The American Journal of Psychiatry. — 1965. — June (vol. 121, no. 12). — P. 1211. — PMID 14286061. Архивировано 22 декабря 2008 года.
24. ↑  Tilluckdharry, C. C.; D. D. Chaddee, R. Doon, and J. Nehall. A case of vivax malaria presenting with psychosis // West Indian Medical Journal. — 1996. — Март (т. 45, № 1). — С. 39—40. — PMID 8693739.
25. ↑  Rosebush, PI; Garside, S; Levinson, AJ; Mazurek, MF (1999), The Neuropsychiatry of Adult-Onset Adrenoleukodystrophy, J Neuropsychiatry Clin Neurosci (11): 315–327
26. ↑  Denier C., Orgibet A., Roffi F., Jouvent E., Buhl C., Niel F., Boespflug-Tanguy O., Said G., Ducreux D. Adult-onset vanishing white matter leukoencephalopathy presenting as psychosis (англ.) // Neurology : journal. — Wolters Kluwer[англ.], 2007. — Vol. 68, no. 18. — P. 1538—1539. — doi:10.1212/01.wnl.0000260701.76868.44. — PMID 17470759.
27. ↑  Hermle L., Becker F.W., Egan P.J., Kolb G., Wesiack B., Spitzer M. [Metachromatic leukodystrophy simulating schizophrenia-like psychosis] (нем.) // Der Nervenarzt. — 1997. — Bd. 68, Nr. 9. — S. 754—758. — PMID 9411279.
28. ↑  Black D.N., Taber K.H., Hurley R.A. Metachromatic leukodystrophy: a model for the study of psychosis (англ.) // The Journal of neuropsychiatry and clinical neurosciences : journal. — 2003. — Vol. 15, no. 3. — P. 289—293. — PMID 12928504.free full text Архивная копия от 24 декабря 2008 на Wayback Machine
29. ↑  Kumperscak H.G., Paschke E., Gradisnik P., Vidmar J., Bradac S.U. Adult metachromatic leukodystrophy: disorganized schizophrenia-like symptoms and postpartum depression in 2 sisters (англ.) // Journal of psychiatry & neuroscience : JPN : journal. — 2005. — Vol. 30, no. 1. — P. 33—6. — PMID 15644995. — PMC 543838.
30. ↑  Müller N., Gizycki-Nienhaus B., Botschev C., Meurer M. Cerebral involvement of scleroderma presenting as schizophrenia-like psychosis (англ.) // Schizophrenia Research[англ.] : journal. — Elsevier, 1993. — August (vol. 10, no. 2). — P. 179—181. — PMID 8398950.
31. ↑  Wilcox R.A., To T., Koukourou A., Frasca J. Hashimoto's encephalopathy masquerading as acute psychosis (англ.) // J Clin Neurosci[англ.] : journal. — 2008. — November (vol. 15, no. 11). — P. 1301—1304. — doi:10.1016/j.jocn.2006.10.019. — PMID 18313925. Архивировано 25 февраля 2020 года.
32. ↑  Gómez-Bernal G.J., Reboreda A., Romero F., Bernal M.M., Gómez F. A Case of Hashimoto's Encephalopathy Manifesting as Psychosis (англ.) // Prim Care Companion J Clin Psychiatry : journal. — 2007. — Vol. 9, no. 4. — P. 318—319. — PMID 17934563. — PMC 2018852.
33. ↑  Ray M., Kothur K., Padhy S.K., Saran P. Hashimoto's encephalopathy in an adolescent boy // Indian J Pediatr. — 2007. — Май (т. 74, № 5). — С. 492—494. — PMID 17526963.
34. ↑  Виттхен Г.-У. Энциклопедия психического здоровья / Пер. с нем. И.Я. Сапожниковой, Э.Л. Гушанского. — Москва: Алетейа, 2006. — 552 с. — (Гуманистическая психиатрия). — ISBN 5-89321-124-3.
35. ↑  Steinberg, D.; S. R. Hirsch, S. D. Marston, K. Reynolds, and R. N. Sutton. Influenza infection causing manic psychosis (англ.) // British Journal of Psychiatry. — Royal College of Psychiatrists[англ.], 1972. — May (vol. 120, no. 558). — P. 531—535. — doi:10.1192/bjp.120.558.531. — PMID 5041533.
36. ↑  Maurizi, C. P. Influenza and mania: a possible connection with the locus ceruleus (англ.) // Southern Medical Journal[англ.] : journal. — 1985. — February (vol. 78, no. 2). — P. 207—209. — PMID 3975719.
37. ↑  Keddie, K. M. Toxic psychosis following mumps (англ.) // British Journal of Psychiatry. — Royal College of Psychiatrists[англ.], 1965. — August (vol. 111). — P. 691—696. — doi:10.1192/bjp.111.477.691. — PMID 14337417.
38. ↑  Psychosis, paraplegia and coma revealing methylenetetrahydrofolate reductase deficiency in a 56-year-old woman. Michot JM, Sedel F, Giraudier S, Smiejan JM, Papo T. J Neurol Neurosurg Psychiatry. 2008 Aug;79(8):963-4. Epub 2008 Mar 20. No abstract available. PMID 18356252
39. ↑  Methylenetetrahydrofolate reductase deficiency (homocystinuria type II) as a rare cause of rapidly progressive tetraspasticity and psychosis in a previously healthy adult. Birnbaum T, Blom HJ, Prokisch H, Hartig M, Klopstock T. J Neurol. 2008 Nov;255(11):1845-6. Epub 2008 Oct 7. No abstract available. PMID 18854913
40. ↑  Methylenetetrahydrofolate reductase deficiency revealed by a neuropathy in a psychotic adult. Pasquier F, Lebert F, Petit H, Zittoun J, Marquet J. J Neurol Neurosurg Psychiatry. 1994 Jun;57(6):765-6. PMID 8006671
41. ↑  Psychotic symptoms in severe MTHFR deficiency and their successful treatment with betaine. Bönig H, Däublin G, Schwahn B, Wendel U. Eur J Pediatr. 2003 Mar;162(3):200-1. Epub 2003 Jan 18. PMID 12655429
42. ↑  Bruneau M.A., Lespérance P., Chouinard S. Schizophrenia-like presentation of neuroacanthocytosis (англ.) // J Neuropsychiatry Clin Neurosci[англ.] : journal. — 2003. — Vol. 15, no. 3. — P. 378—380. — PMID 12928518.
43. ↑  Yamada H., Ohji T., Sakurai S., Yamaguchi E., Uchimura N., Morita K., Yamada S. Chorea-acanthocytosis presenting with schizophrenia symptoms as first symptoms (недоступная ссылка — история) (англ.) // Psychiatry Clin. Neurosci.[англ.] : journal. — 2009. — April (vol. 63, no. 2). — P. 253—254. — doi:10.1111/j.1440-1819.2008.01915.x. — PMID 19335401.
44. ↑  Miranda M., Castiglioni C., Frey B.M., Hergersberg M., Danek A., Jung H.H. Phenotypic variability of a distinct deletion in McLeod syndrome (англ.) // Mov. Disord.[англ.] : journal. — 2007. — July (vol. 22, no. 9). — P. 1358—1361. — doi:10.1002/mds.21536. — PMID 17469188.
45. ↑  Hewer E., Danek A., Schoser B.G., Miranda M., Reichard R., Castiglioni C., Oechsner M., Goebel H.H., Heppner F.L., Jung H.H. McLeod myopathy revisited: more neurogenic and less benign (англ.) // Brain : journal. — 2007. — December (vol. 130, no. Pt 12). — P. 3285—3296. — doi:10.1093/brain/awm269. — PMID 18055495.
46. ↑  Schizophrenia-like psychosis and aceruloplasminemia. Walterfang M, March E, Varghese D, Miller K, Simpson L, Tomlinson B, Velakoulis D. Neuropsychiatr Dis Treat. 2006 Dec;2(4):577-81. PMID 19412506
47. ↑  Psychotic disorder in a case with Hallervorden-Spatz disease. Oner O, Oner P, Deda G, Içağasioğlu D. Acta Psychiatr Scand. 2003 Nov;108(5):394-7; discussion 397-8. PMID 14531762
48. ↑  Clinical features and natural history of neuroferritinopathy caused by the FTL1 460InsA mutation. Chinnery PF, Crompton DE, Birchall D, Jackson MJ, Coulthard A, Lombès A, Quinn N, Wills A, Fletcher N, Mottershead JP, Cooper P, Kellett M, Bates D, Burn J. Brain. 2007 Jan;130(Pt 1):110-9. Epub 2006 Dec 2. PMID 17142829
49. ↑  Neuroferritinopathy: missense mutation in FTL causing early-onset bilateral pallidal involvement. Maciel P, Cruz VT, Constante M, Iniesta I, Costa MC, Gallati S, Sousa N, Sequeiros J, Coutinho P, Santos MM. Neurology. 2005 Aug 23;65(4):603-5. PMID 16116125
50. ↑  Sandu S., Jackowski-Dohrmann S., Ladner A., Haberhausen M., Bachmann C. Niemann-Pick disease type C1 presenting with psychosis in an adolescent male (англ.) // Eur Child Adolesc Psychiatry[англ.] : journal. — 2009. — September (vol. 18, no. 9). — P. 583—585. — doi:10.1007/s00787-009-0010-2. — PMID 19267177.
51. ↑  Walterfang M., Fietz M., Abel L., Bowman E., Mocellin R., Velakoulis D. Gender dimorphism in siblings with schizophrenia-like psychosis due to Niemann-Pick disease type C (англ.) // J. Inherit. Metab. Dis.[англ.] : journal. — 2009. — July. — doi:10.1007/s10545-009-1173-1. — PMID 19609713.
52. ↑  Walterfang M., Fietz M., Fahey M., Sullivan D., Leane P., Lubman D.I., Velakoulis D. The neuropsychiatry of Niemann-Pick type C disease in adulthood (англ.) // J Neuropsychiatry Clin Neurosci[англ.] : journal. — 2006. — Vol. 18, no. 2. — P. 158—170. — doi:10.1176/appi.neuropsych.18.2.158. — PMID 16720792.
53. ↑  Basal Ganglia Calcification, Idiopathic, 1; IBGC1 (англ.). National Center for
Biotechnology Information.
54. ↑  Chabot B., Roulland C., Dollfus S. Schizophrenia and familial idiopathic basal ganglia calcification: a case report // Psychol Med[англ.]. — 2001. — Май (т. 31, № 4). — С. 741—747. — PMID 11352376.
55. ↑  Francis A.F. Familial basal ganglia calcification and schizophreniform psychosis (англ.) // British Journal of Psychiatry : journal. — Royal College of Psychiatrists[англ.], 1979. — October (vol. 135). — P. 360—362. — PMID 519120.
56. ↑  Callender J.S. Non-progressive familial idiopathic intracranial calcification: a family report // J. Neurol. Neurosurg. Psychiatr.[англ.]. — 1995. — Октябрь (т. 59, № 4). — С. 432—434. — PMID 7561925. — PMC 486082.
57. ↑  Iizuka T., Sakai F., Ide T., Monzen T., Yoshii S., Iigaya M., Suzuki K., Lynch D.R., Suzuki N., Hata T., Dalmau J. Anti-NMDA receptor encephalitis in Japan: long-term outcome without tumor removal (англ.) // Neurology : journal. — 2008. — February (vol. 70, no. 7). — P. 504—511. — doi:10.1212/01.wnl.0000278388.90370.c3. — PMID 17898324. — PMC 2586938.
58. ↑  Nasky K.M., Knittel D.R., Manos G.H. Psychosis associated with anti-N-methyl-D-aspartate receptor antibodies (англ.) // CNS Spectr : journal. — 2008. — August (vol. 13, no. 8). — P. 699—703. Архивировано 8 июля 2011 года.
59. ↑  Swift R.G., Sadler D.B., Swift M. Psychiatric findings in Wolfram syndrome homozygotes (англ.) // The Lancet : journal. — Elsevier, 1990. — September (vol. 336, no. 8716). — P. 667—669. — PMID 1975860.
60. ↑  Rossman, Phillip L.; Robert M. Vock. Postpartum Tetany and Psychosis Due to Hypocalcemia (англ.) // Western Journal of Medicine[англ.] : journal. — 1956. — September (vol. 85, no. 3). — P. 190—193. — PMID 13356186. — PMC 1531921.
61. ↑  Rosenthal, M.; I. Gil and B. Habot. Primary hyperparathyroidism: neuropsychiatric manifestations and case report (англ.) // Israel Journal of Psychiatry and Related Sciences : journal. — 1997. — Vol. 34, no. 2. — P. 122—125. — PMID 9231574.
62. ↑  Haensch, C. A.; G. Hennen and J. Jorg. [Reversible exogenous psychosis in thiazide-induced hyponatremia of 97 mmol/l] (англ.) // Der Nervenarzt : journal. — 1996. — April (vol. 67, no. 4). — P. 319—322. — PMID 8684511.
63. ↑  Jana, D. K.; L. Romano-Jana. Hypernatremic psychosis in the elderly: case reports (англ.) // Journal of the American Geriatrics Society[англ.] : journal. — 1973. — October (vol. 21, no. 10). — P. 473—477. — PMID 4729012.
64. ↑  Hafez, H.; J. S. Strauss, M. D. Aronson, and C. Holt. Hypokalemia-induced psychosis in a chronic schizophrenic patient (англ.) // The Journal of Clinical Psychiatry[англ.] : journal. — 1984. — June (vol. 45, no. 6). — P. 277—279. — PMID 6725222.
65. ↑  Konstantakos, Anastasios K.; Enrique Grisoni.: . Hypomagnesemia. eMedicine. WebMD (25 мая 2006). Дата обращения: 16 октября 2006. Архивировано 30 сентября 2007 года.
66. ↑  Velasco, P. Joel; Manoochehr Manshadi, Kevin Breen, and Steven Lippmann. Psychiatric Aspects of Parathyroid Disease (англ.) // Psychosomatics[англ.]. — 1999. — December (vol. 40, no. 6). — P. 486—490. — PMID 10581976. Архивировано 12 июля 2003 года.
67. ↑  Nanji, A. A. The psychiatric aspect of hypophosphatemia // Canadian Journal of Psychiatry[англ.]. — 1984. — Ноябрь (т. 29, № 7). — С. 599—600. — PMID 6391648.
68. ↑  Padder, Tanveer; Aparna Udyawar, Nouman Azhar, and Kamil Jaghab. Acute Hypoglycemia Presenting as Acute Psychosis // Psychiatry online. — 2005. — Декабрь. Архивировано 13 ноября 2006 года.
69. ↑  Bélanger-Quintana A., Martínez-Pardo M., García M.J., Wermuth B., Torres J., Pallarés E., Ugarte M. Hyperammonaemia as a cause of psychosis in an adolescent (англ.) // Eur. J. Pediatr.[англ.] : journal. — 2003. — November (vol. 162, no. 11). — P. 773—775. — doi:10.1007/s00431-002-1126-2. — PMID 12942317.
70. ↑  Kuo S.C., Yeh C.B., Yeh Y.W., Tzeng N.S. Schizophrenia-like psychotic episode precipitated by cobalamin deficiency (англ.) // Gen Hosp Psychiatry[англ.] : journal. — 2009. — Vol. 31, no. 6. — P. 586—588. — doi:10.1016/j.genhosppsych.2009.02.003. — PMID 19892219.
71. ↑  Столяров Г. В. Лекарственные психозы и психотомиметические средства / под ред. В. М. Банщикова. — М.: Медицина, 1964.

### Психоактивные вещества и лекарственные средства
Злоупотребление некоторыми психоактивными веществами (алкоголь, амфетамины и кокаин, NMDA-антагонисты и др.) может спровоцировать психоз. В частности, NMDA-антагонисты при длительном употреблении вызывают состояния, напоминающие шизофрению.
Как правило, психозы, которые вызваны приёмом того или иного психоактивного вещества, кодируются соответствующей рубрикой из раздела F10—F19 («Психические расстройства и расстройства поведения, связанные с употреблением психоактивных веществ») Международной классификации болезней. Так, например, стимуляторный психоз (вызванный применением стимуляторов) кодируется рубрикой F15.5 в МКБ-10.
Психоз также могут вызывать некоторые лекарственные средства: в частности, антихолинергические препараты, глюкокортикоиды и адренокортикотропный гормон (АКТГ), изониазид, леводопа и другие агонисты дофамина, нестероидные противовоспалительные препараты, симпатомиметики, антидепрессанты, нейролептики и пр. Кроме того, развитие психотических симптомов возможно при синдроме отмены некоторых лекарств: например, гипнотических препаратов, ингибиторов моноаминоксидазы, нейролептиков.
Возможно и такое явление, как психозы сверхчувствительности — психозы, развивающиеся вследствие длительного приёма нейролептиков и возникающие либо на фоне приёма нейролептика без уменьшения его дозировки, либо при отмене препарата, либо при снижении его дозы, либо при переходе на нейролептик, более слабо связывающийся с дофаминовыми рецепторами. Психозы сверхчувствительности могут развиваться в том числе и у пациентов, не имевших психотических расстройств в анамнезе.

## В психоанализе
С точки зрения Зигмунда Фрейда, психоз — это одно из трёх возможных нарушений структуры психического аппарата, наряду с неврозом и перверсией.
Первоначально Фрейд противопоставлял невроз и психоз, в статье 1923 года говоря, что «невроз — это результат конфликта между Я и Оно, тогда как психоз — это аналогичный исход такого же нарушения в отношениях между Я и внешним миром». Хотя уже в следующем, 1924 году он писал, что «и невроз, и психоз — это выражение протеста Оно против внешнего мира» (см. его труд «Утрата реальности при неврозе и психозе»).
В последнее десятилетие своей работы Фрейд понял, что формирование психической структуры не так тривиально и не является производным просто от типа конфликта, а клинический опыт Фрейда привёл его к необходимости описания трёх психических структур, что он и сделал в 1938 году, говоря о трёх механизмах: отказе, отрицании и отбрасывании.
С точки зрения Карла Густава Юнга, психоз — это затопление индивидуального сознания архетипическими бессознательными содержаниями. В современной аналитической психологии симптомы рассматриваются не как свидетельства болезни или отклонение от нормы, а как послания бессознательного на символическом языке, требующие решения актуальной для индивида проблемы. Часто сами симптомы, будучи рассмотрены символически, содержат указание на суть этой проблемы и возможное направление решения или развития. Патологические проявления, таким образом, имеют своей целью дополнение в чём-то ограниченной или ущербной сознательной установки до целостности.
Жак Лакан развивал идеи Фрейда, описывая психоз как особый (отличный от невроза и перверсии) способ вхождения субъекта в язык.

## Лечение психозов
При лечении психозов чаще всего используются антипсихотики (нейролептики). Однако значительная часть пациентов (25—50 %) с психотическими расстройствами, особенно шизофренией, продолжает, несмотря на приём антипсихотиков, испытывать постоянные галлюцинации, бред и депрессивные симптомы. Кроме того, воздействуя на продуктивные симптомы (бред и галлюцинации), антипсихотики, как правило, не могут значимо ослабить негативные симптомы и когнитивную дисфункцию; при этом типичные антипсихотики и сами способны приводить — особенно при длительной терапии — к усилению негативных расстройств и усилению когнитивной дисфункции.
Существуют данные об эффективности когнитивно-поведенческой психотерапии (КПТ) при психозах. В частности, метаанализ, охвативший 12 рандомизированных контролируемых испытаний, показал, что применение КПТ у резистентных к фармакотерапии пациентов приводило к сильному уменьшению продуктивных расстройств. Почти все недавние рекомендации по лечению шизофрении предлагают использовать КПТ для терапии стойких психотических симптомов. КПТ применяют не только для смягчения психотических симптомов, но и для улучшения связанных с ними аспектов — самоуважения, социального функционирования и осознания своего состояния; снижения дистресса, испытываемого пациентами, страдающими психозом, и улучшения качества их жизни. Психологическое вмешательство может быть также полезно в продромальном периоде психоза (особенно на ранних стадиях этого периода, когда присутствуют неспецифичные для психотических расстройств симптомы, такие как депрессия, тревога, нарушения сна, ухудшение функционирования).
Большинство пациентов, страдающих шизофренией, могут лечиться амбулаторно бо́льшую часть времени. Даже в остром периоде болезни нередко возможно амбулаторное лечение. Преимущества амбулаторной и стационарной форм лечения должны быть тщательно взвешены, прежде чем будет принято решение.
При соматогенных психозах лечение должно быть направлено главным образом на соматическое заболевание, вызвавшее психоз, так как от его тяжести зависит психическое состояние пациента. Если пациент находится в соматической больнице, лечение может проводиться в том же стационаре, где он находится, но при этом такого пациента должен посмотреть психиатр и дать свои рекомендации; кроме того, если пациент находится в остром психозе, его следует поместить в отдельную палату с круглосуточным наблюдением и уходом, а при отсутствии таких условий перевести в психосоматическое отделение. В случае, если назначаются психотропные препараты, их должен назначать психиатр в индивидуальном порядке с учётом всех показаний, противопоказаний, возможных побочных эффектов и осложнений.